# Igreja de Kiruna
A Igreja de Kiruna (em sueco:  Kiruna kyrka;  ouça a pronúncia) é uma igreja luterana, localizada na cidade sueca de Kiruna. Foi inaugurada em 1912, e pertence à Diocese de Luleå da Igreja da Suécia. Esta igreja de madeira, com fachadas vermelhas, foi inspirada na sua forma pelas tendas tradicionais dos lapões (kåta).
Em 19 e 20 de agosto de 2025, a igreja está a ser deslocada 5 quilómetros, na direção do novo centro da cidade, devido ao afundamento do solo causado pelas atividades de mineração da Mina de Kiruna, levadas a cabo pela empresa LKAB na montanha de Kiirunavaara. 

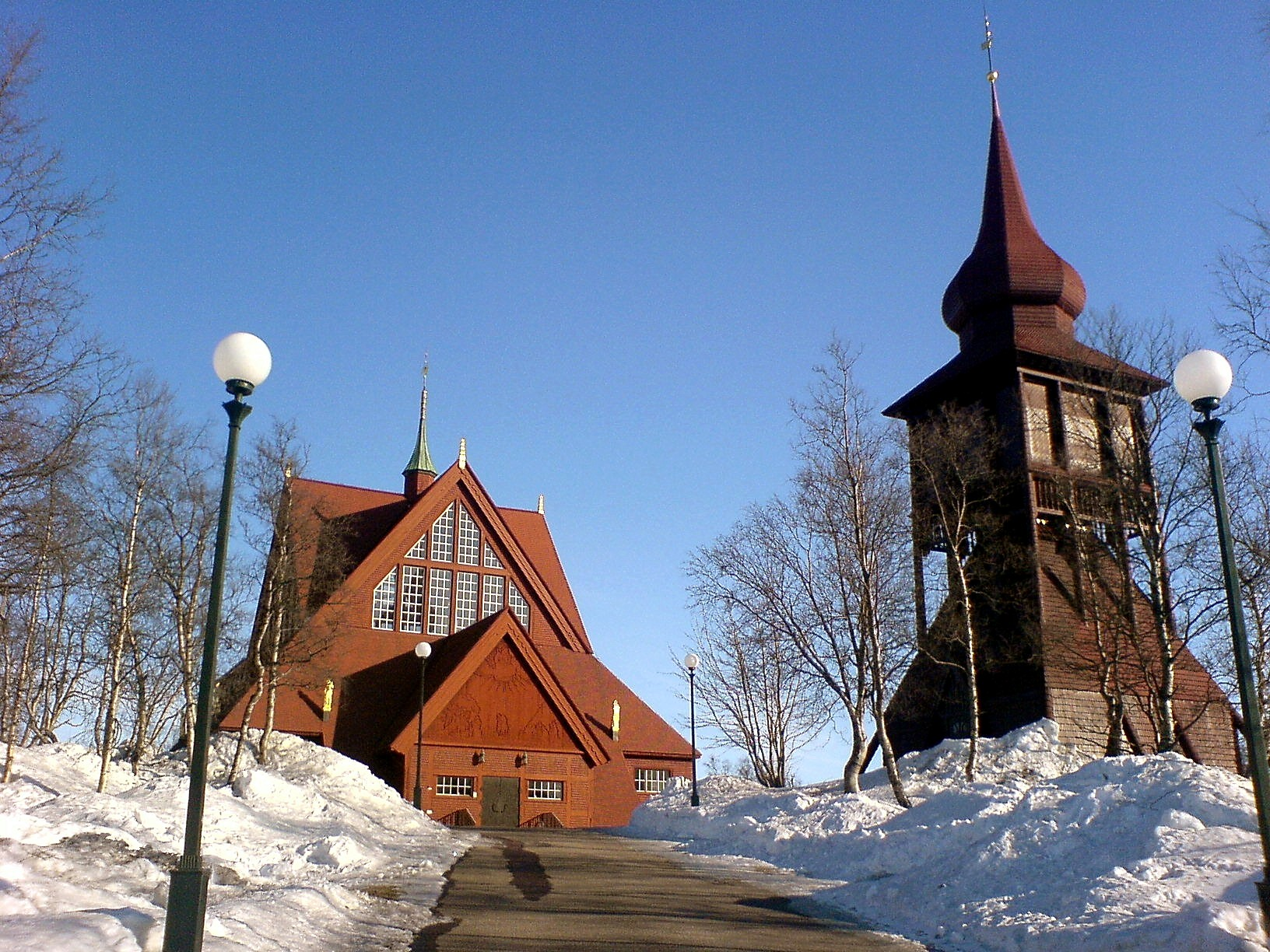
A igreja e o campanário
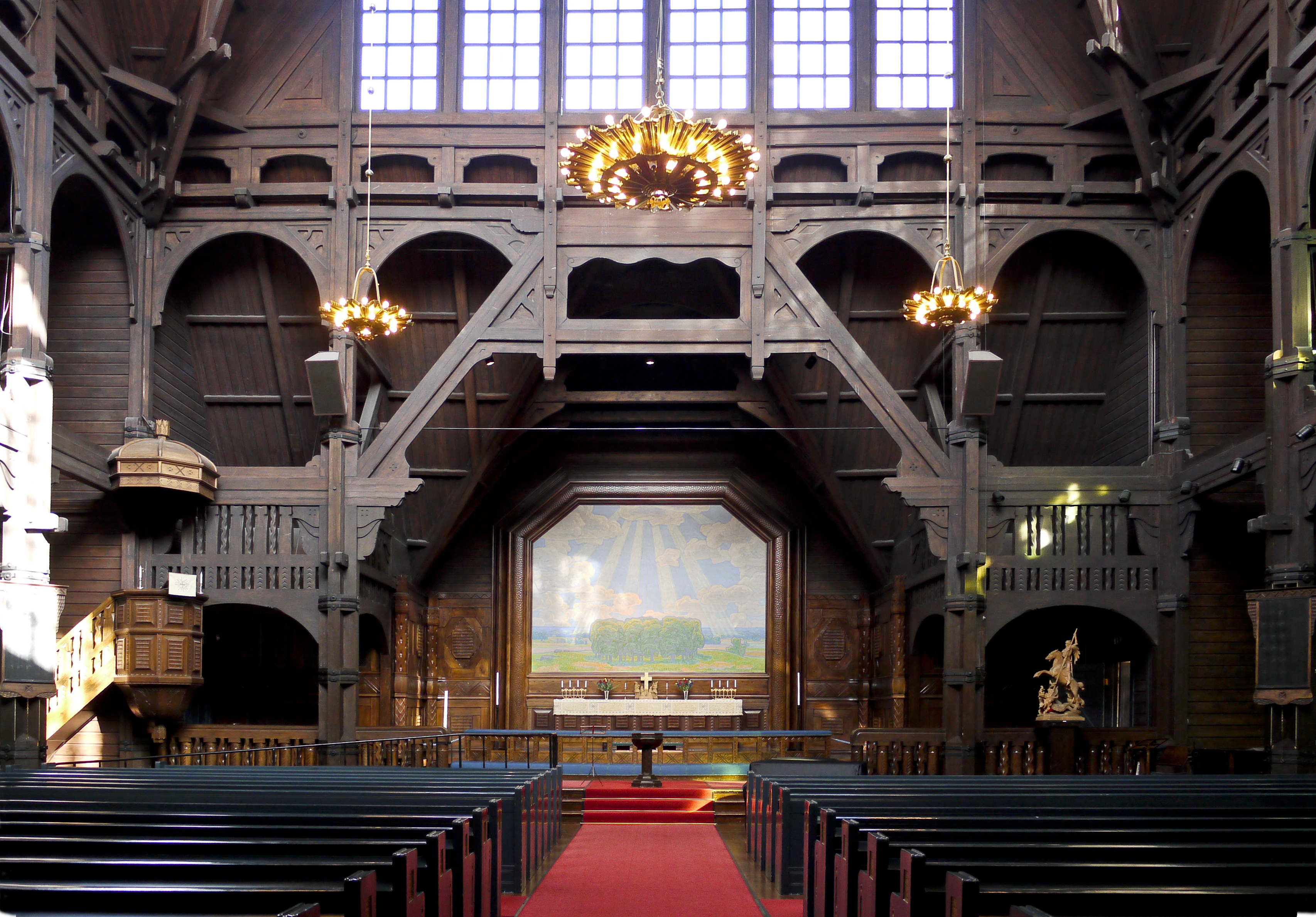
Interior da igreja
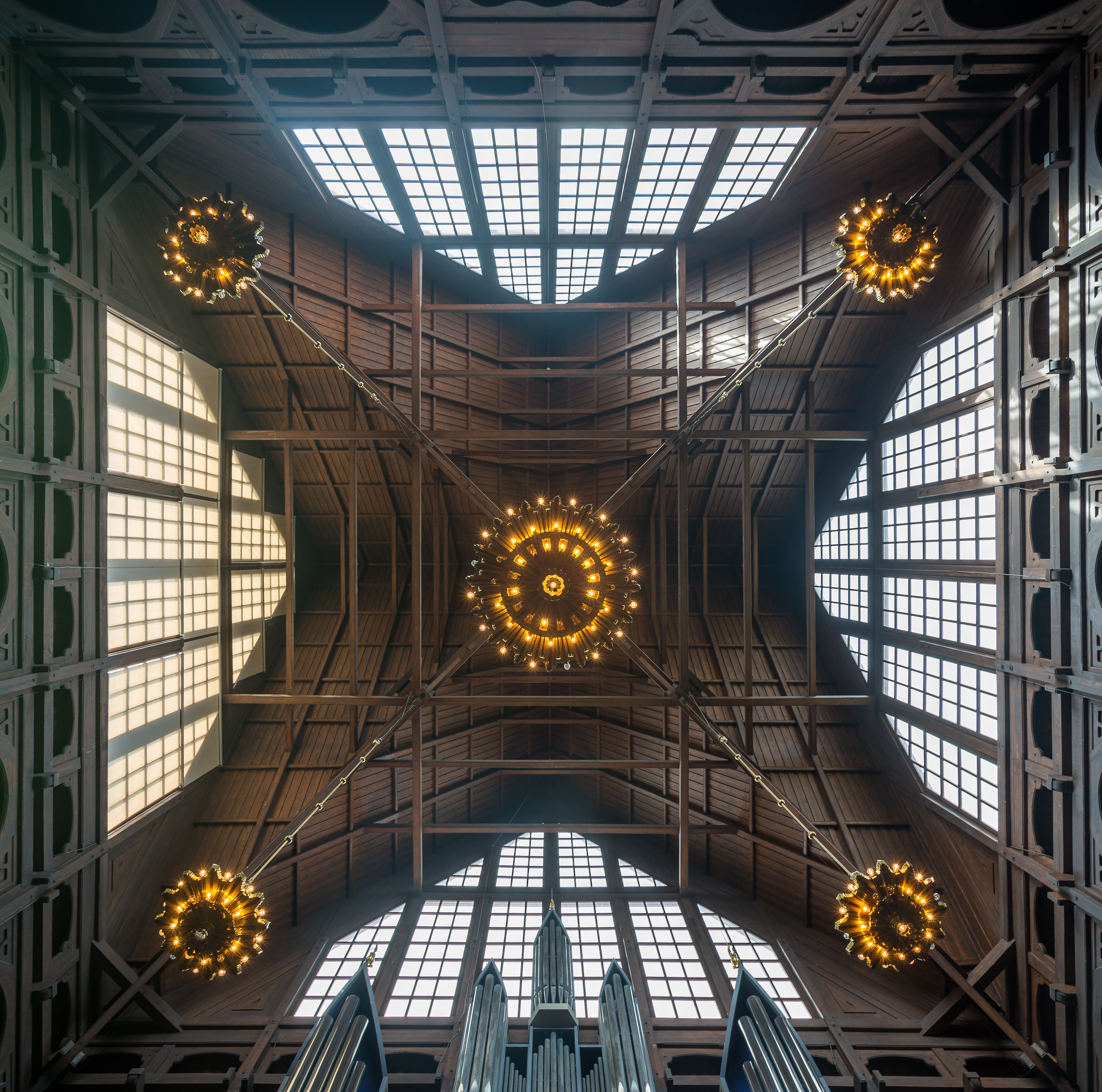
Teto da igreja
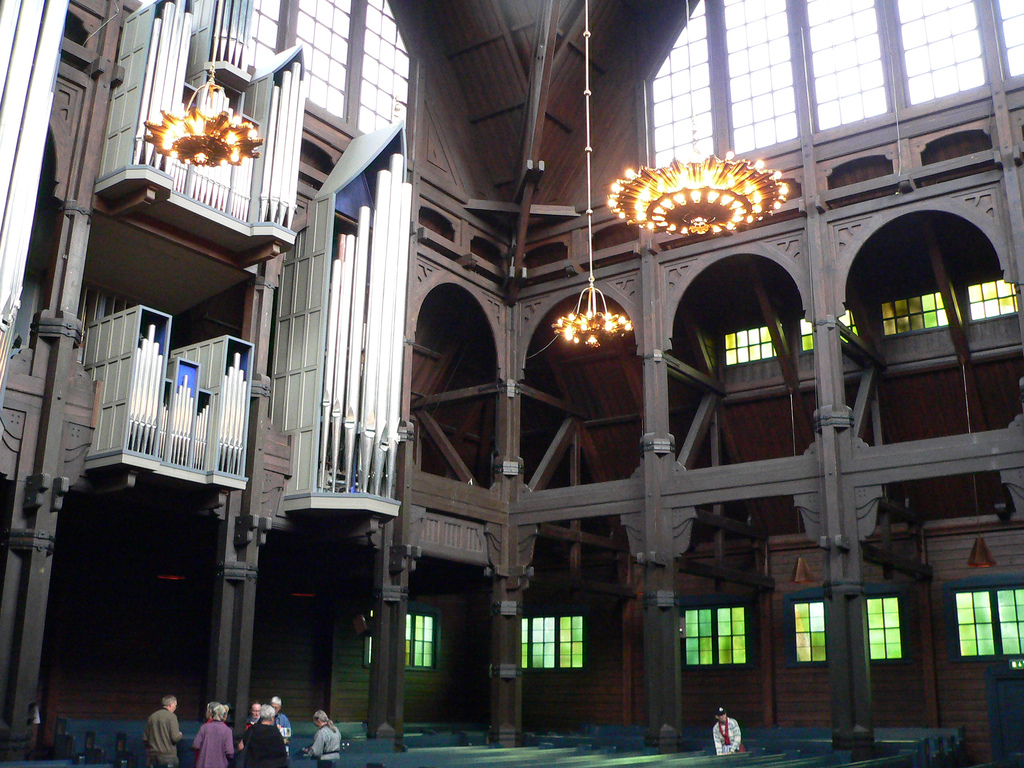
Interior da igreja
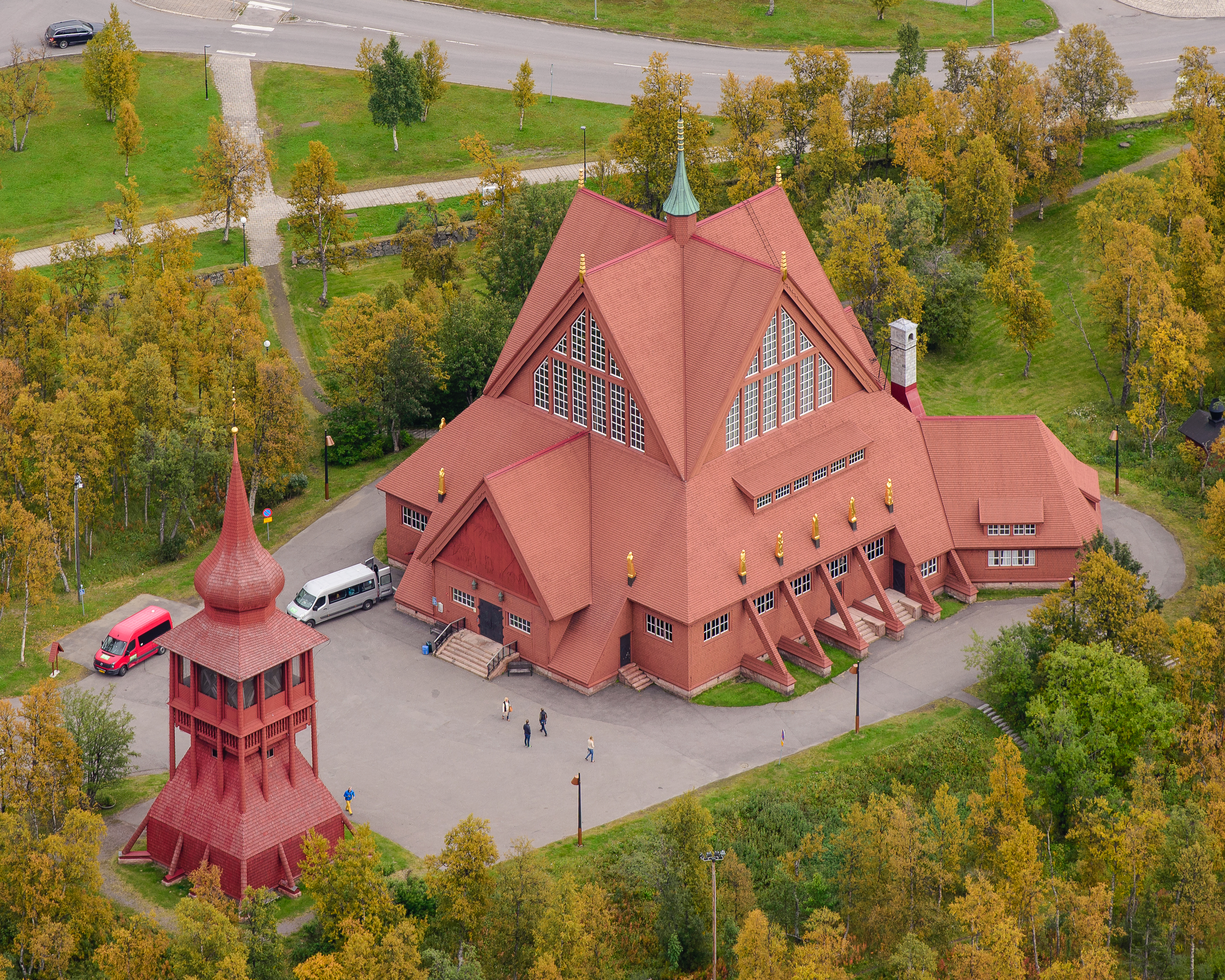
Imagem aérea da igreja e do seu campanário
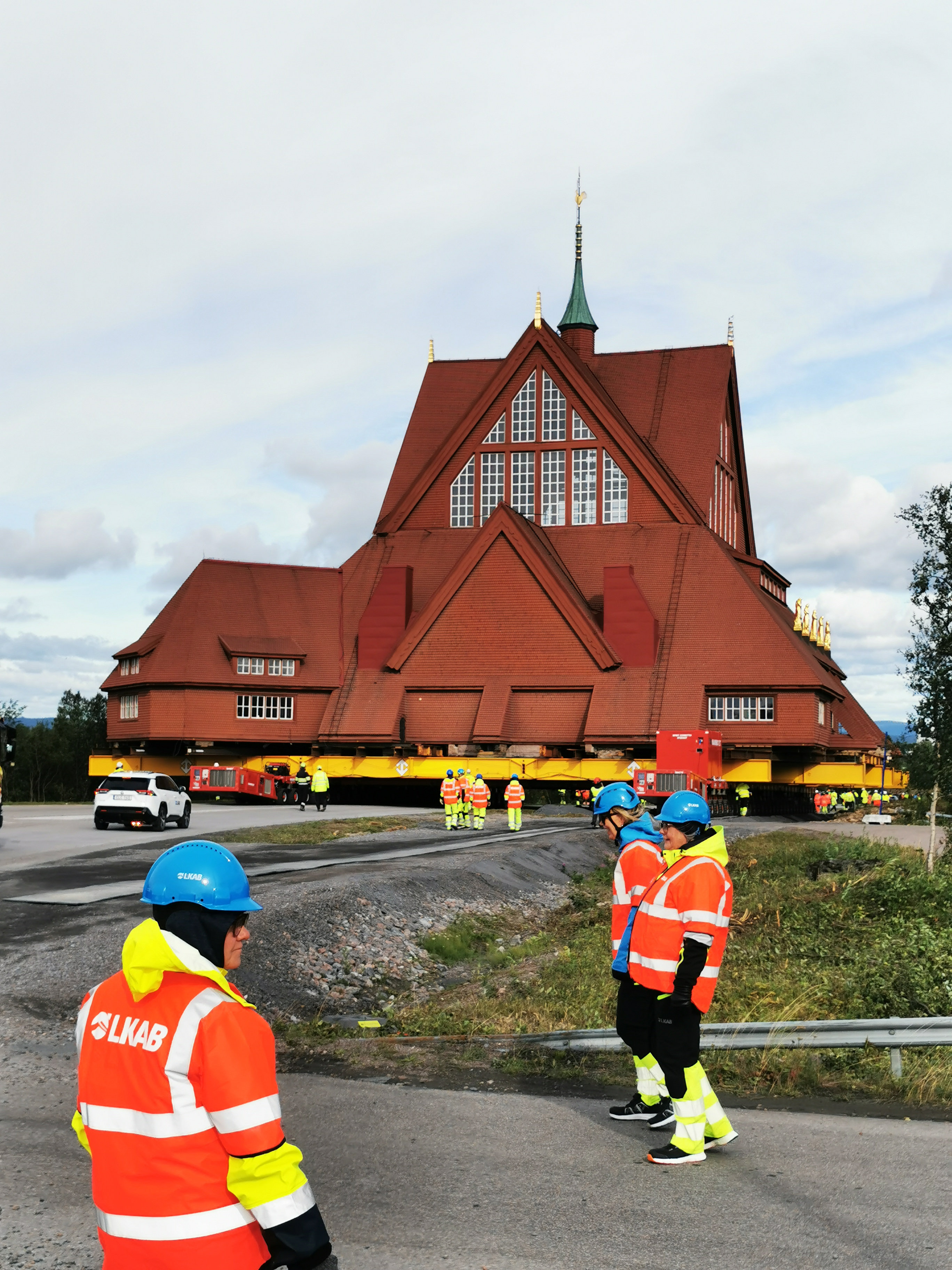
Deslocação da igreja em 19 de agosto de 2025